# City Bowl League 2019
La City Bowl League 2019 è stata la 5ª edizione dell'omonimo torneo di football americano.

## Squadre partecipanti
| Club                     | Città        | Stadio | Sponsor ufficiale | Risultato nella stagione 2018 |
| ------------------------ | ------------ | ------ | ----------------- | ----------------------------- |
| Beijing Cyclones         | Pechino      |        |                   |                               |
| Changchun Icebreakers    | Changchun    |        |                   |                               |
| Changsha Revolutionaries | Changsha     |        |                   |                               |
| Chengdu Mustangs         | Chengdu      |        |                   |                               |
| Guangzhou Goats          | Canton       |        |                   |                               |
| Hangzhou Ospreys         | Hangzhou     |        |                   |                               |
| Jiaxing Hornets          | Jiaxing      |        |                   |                               |
| Jinan Mammoths           | Jinan        |        |                   |                               |
| Nanchang Gun Cavalry     | Nanchang     |        |                   |                               |
| Nanjing Tigers           | Nanchino     |        |                   |                               |
| Shanghai Nighthawks      | Shanghai     |        |                   |                               |
| Shanghai Overlords       | Shanghai     |        |                   |                               |
| Shenyang Hunters         | Shenyang     |        |                   |                               |
| Shenzhen Buffaloes       | Shenzhen     |        |                   |                               |
| Shijiazhuang Liberators  | Shijiazhuang |        |                   |                               |
| Suzhou Blue Knights      | Suzhou       |        |                   |                               |
| Taipei Predators         | Taipei       |        |                   |                               |
| Tianjin Black Sails      | Tientsin     |        |                   |                               |
| Wenzhou Redbucks         | Wenzhou      |        |                   |                               |
| Wuhan Griffins           | Wuhan        |        |                   |                               |
| Wuxi Tridents            | Wuxi         |        |                   |                               |

## Stagione regolare

### Calendario

#### 1ª giornata
| 31 dicembre 2018 | Nanchang Gun Cavalry | 28 – 14 | Guangzhou Goats |  |

#### 2ª giornata
| 13 aprile 2019 | Tianjin Black Sails | 8 – 41 | Shanghai Nighthawks |  |

| 13 aprile 2019 | Changchun Icebreakers | 8 – 32 | Shenyang Hunters |  |

| 13 aprile 2019 | Shenzhen Buffaloes | 0 – 22 | Guangzhou Goats |  |

#### 3ª giornata
| 20 aprile 2019 | Nanjing Tigers | 20 – 14 | Shijiazhuang Liberators |  |

| 21 aprile 2019 | Jiaxing Hornets | 14 – 18 | Hangzhou Ospreys |  |

#### 4ª giornata
| 11 maggio 2019 | Shanghai Nighthawks | 20 – 8 | Wuhan Griffins |  |

| 11 maggio 2019 | Shijiazhuang Liberators | 14 – 27 | Tianjin Black Sails |  |

| 11 maggio 2019 | Changsha Revolutionaries | 12 – 15 | Wenzhou Redbucks |  |

#### 5ª giornata
| 18 maggio 2019 | Nanchang Gun Cavalry | 22 – 0 | Hangzhou Ospreys |  |

#### 6ª giornata
| 25 maggio 2019 | Tianjin Black Sails | 7 – 12 | Jinan Mammoths |  |

| 25 maggio 2019 | Nanjing Tigers | 18 – 19 | Jiaxing Hornets |  |

#### 7ª giornata
| 8 giugno 2019 | Tianjin Black Sails | 12 – 13 | Shenyang Hunters |  |

#### 8ª giornata
| 22 giugno 2019 | Hangzhou Ospreys | 24 – 18 | Wenzhou Redbucks |  |

| 22 giugno 2019 | Tianjin Black Sails | 28 – 0 | Changchun Icebreakers |  |

#### 9ª giornata
| 29 giugno 2019 | Wuhan Griffins | 60 – 39 | Nanjing Tigers |  |

| 29 giugno 2019 | Shenzhen Buffaloes | 6 – 33 | Nanchang Gun Cavalry |  |

#### 10ª giornata
| 6 luglio 2019 | Shenyang Hunters | 65 – 28 | Beijing Cyclones |  |

#### 11ª giornata
| 13 luglio 2019 | Suzhou Blue Knights | 0 – 1 (a tavolino) | Hangzhou Ospreys |  |

| 14 luglio 2019 | Guangzhou Goats | 8 – 24 | Changsha Revolutionaries |  |

#### 12ª giornata
| 20 luglio 2019 | Jinan Mammoths | 37 – 14 | Shijiazhuang Liberators |  |

#### 13ª giornata
| 3 agosto 2019 | Shenyang Hunters | 13 – 42 | Shanghai Nighthawks |  |

#### 14ª giornata
| 24 agosto 2019 | Beijing Cyclones | 28 – 8 | Shijiazhuang Liberators |  |

#### 15ª giornata
| 14 settembre 2019 | Nanchang Gun Cavalry | 40 – 16 | Wuhan Griffins |  |

#### 16ª giornata
| 21 settembre 2019 | Hangzhou Ospreys | 0 – 14 | Jinan Mammoths |  |

| 21 settembre 2019 | Wenzhou Redbucks | 6 – 0 | Guangzhou Goats |  |

| 21 settembre 2019 | Shenyang Hunters | 19 – 12 | Changchun Icebreakers |  |

| 21 settembre 2019 | Changsha Revolutionaries | 33 – 12 | Beijing Cyclones |  |

| 22 settembre 2019 | Wuxi Tridents | 0 – 27 | Jiaxing Hornets |  |

#### 17ª giornata
| 28 settembre 2019 | Tianjin Black Sails | 30 – 18 | Beijing Cyclones |  |

#### 18ª giornata
| 19 ottobre 2019 | Jinan Mammoths | 31 – 30 | Shanghai Nighthawks |  |

| 19 ottobre 2019 | Wuhan Griffins | 22 – 36 | Shenyang Hunters |  |

| 19 ottobre 2019 | Guangzhou Goats | 7 – 6 | Wenzhou Redbucks |  |

| 19 ottobre 2019 | Nanjing Tigers | 27 – 52 | Nanchang Gun Cavalry |  |

| 19 ottobre 2019 | Jiaxing Hornets | 20 – 7 | Tianjin Black Sails |  |

#### 19ª giornata
| 26 ottobre 2019 | Changsha Revolutionaries | 1 – 0 (a tavolino) | Hangzhou Ospreys |  |

### Classifiche
Le classifiche della regular season sono le seguenti:
- PCT = percentuale di vittorie, G = partite giocate, V = partite vinte,  P = partite perse, PF = punti fatti, PS = punti subiti

#### Livello A
| Pos. | Squadra              | PCT   | Punteggio | G | V | N | P | PF  | PS  |
| ---- | -------------------- | ----- | --------- | - | - | - | - | --- | --- |
| 1    | Jinan Mammoths       | 1.000 | 0.9454    | 4 | 4 | 0 | 0 | 94  | 51  |
| 2    | Nanchang Gun Cavalry | 1.000 | 0.8691    | 5 | 5 | 0 | 0 | 175 | 63  |
| 3    | Shanghai Nighthawks  | .750  | 0.7756    | 4 | 3 | 0 | 1 | 133 | 60  |
| 4    | Shenyang Hunters     | .833  | 0.6320    | 6 | 5 | 0 | 1 | 178 | 124 |
| 5    | Jiaxing Hornets      | .750  | 0.4081    | 4 | 3 | 0 | 1 | 80  | 43  |
| 6    | Hangzhou Ospreys     | .500  | 0.4014    | 6 | 3 | 0 | 3 | 42  | 69  |
| 7    | Wenzhou Redbucks     | .500  | 0.1968    | 4 | 2 | 0 | 2 | 45  | 43  |
| 8    | Tianjin Black Sails  | .429  | 0.1375    | 7 | 3 | 0 | 4 | 119 | 118 |
| 9    | Guangzhou Goats      | .400  | -         | 5 | 2 | 0 | 3 | 51  | 64  |
| 10   | Wuhan Griffins       | .250  | -         | 4 | 1 | 0 | 3 | 106 | 135 |
| 11   | Beijing Cyclones     | .250  | -         | 4 | 1 | 0 | 3 | 86  | 136 |
| 12   | Suzhou Blue Knights  | .000  | -         | 1 | 0 | 0 | 1 | 0   | 1   |
| -    | Taipei Predators     | -     | -         | - | - | - | - | -   | -   |

#### Livello B
| Pos. | Squadra                  | PCT  | Punteggio | G | V | N | P | PF  | PS  |
| ---- | ------------------------ | ---- | --------- | - | - | - | - | --- | --- |
| 1    | Changsha Revolutionaries | .750 | -         | 4 | 3 | 0 | 1 | 70  | 35  |
| 2    | Nanjing Tigers           | .250 | -         | 4 | 1 | 0 | 3 | 104 | 145 |
| 3    | Wuxi Tridents            | .000 | -         | 1 | 0 | 0 | 1 | 0   | 27  |
| 4    | Shenzhen Buffaloes       | .000 | -         | 2 | 0 | 0 | 2 | 6   | 55  |
| 5    | Changchun Icebreakers    | .000 | -         | 3 | 0 | 0 | 3 | 20  | 79  |
| 6    | Shijiazhuang Liberators  | .000 | -         | 4 | 0 | 0 | 4 | 50  | 112 |
| -    | Chengdu Mustangs         | -    | -         | - | - | - | - | -   | -   |
| -    | Shanghai Overlords       | -    | -         | - | - | - | - | -   | -   |

## Playoff

### Tabellone
|  | Semifinali | Semifinali           | Semifinali |                      |    | V Finale         | V Finale | V Finale |  |
|  |            |                      |            |                      |    |                  |          |          |  |
|  | 1          | Jinan Mammoths       | 20         |                      |    |                  |          |          |  |
|  | 1          | Jinan Mammoths       | 20         |                      |    |                  |          |          |  |
|  | 4          | Shenyang Hunters     | 31         |                      |    |                  |          |          |  |
|  | 4          | Shenyang Hunters     | 31         |                      | 4  | Shenyang Hunters | 6        |          |  |
|  |            |                      |            |                      | 4  | Shenyang Hunters | 6        |          |  |
|  |            |                      | 2          | Nanchang Gun Cavalry | 34 |                  |          |          |  |
|  | 2          | Nanchang Gun Cavalry | 2          | Nanchang Gun Cavalry | 34 | 19               |          |          |  |
|  | 2          | Nanchang Gun Cavalry |            |                      |    |                  |          |          |  |
|  | 3          | Shanghai Nighthawks  | 13         |                      |    |                  |          |          |  |

### Semifinali
| 10 novembre 2019 | Nanchang Gun Cavalry | 19 – 13 | Shanghai Nighthawks |  |

| 6 novembre 2019 | Jinan Mammoths | 20 – 31 | Shenyang Hunters |  |

### V Finale
| 14 dicembre 2019 | Nanchang Gun Cavalry | 34 – 6 | Shenyang Hunters |  |

## Verdetti
- Nanchang Gun Cavalry Campioni della CBL 2019